# Gëlle Fra

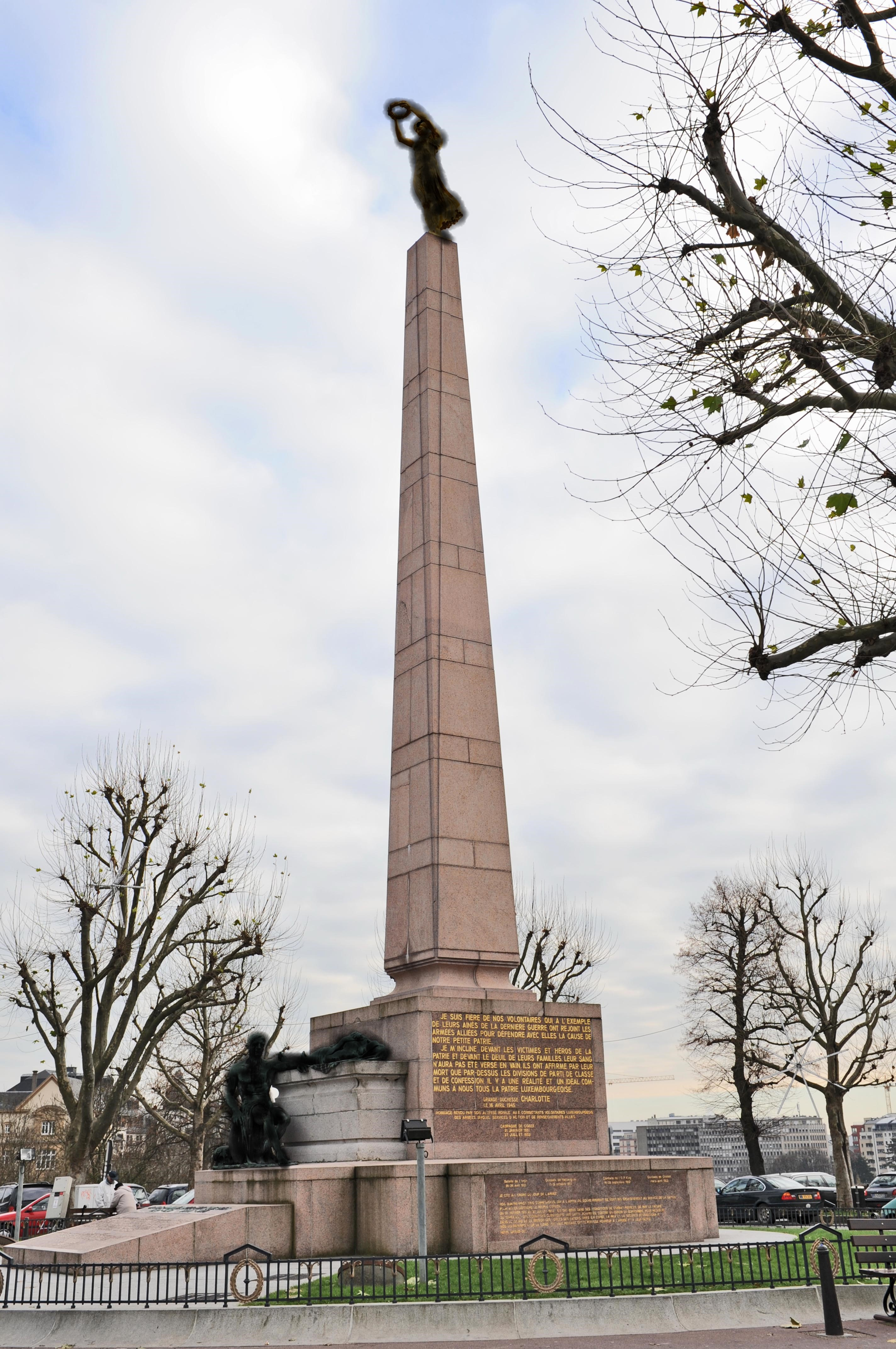
Gëlle Fra.

Gëlle Fra (luxemburgska för "Den gyllene damen") eller officiellt Monument du Souvenir (franska för "Minnesmonumentet") är ett krigsmonument i Luxemburgs huvudstad Luxemburg. Det är tillägnat de tusentals luxemburgare som tjänstgjorde på frivillig basis i de allierades styrkor under första världskriget. Monumentet, som består av en granitobelisk och tre bronsskulpturer, finns på torget Place de la Constitution i Luxemburgs stadskärna. Det skapades av Claus Cito och invigdes 1923. 
Monumentet monterades ned av det ockuperande Nazityskland den 21 oktober 1940. Efter andra världskriget kunde monumentet delvis återställas. Den förgyllda skulpturen blev dock inte återfunnen förrän 1980. Efter restaurering och vissa tillägg till minne av luxemburgska styrkors deltagande i andra världskriget och Koreakriget, återinvigdes monumentet den 23 juni 1985.
Den förgyllda skulpturen ställdes ut vid Luxemburgs paviljong på världsutställningen Expo 2010 i Shanghai.